# 판사 (조선)
판사(判事)는 조선시대 종1품 관직으로 대부분 겸직이나 명예직이다.